# Svatý Jeroným (Mistr Theodorik)
Svatý Jeroným patří k nejkvalitnějším obrazům Mistra Theodorika v kapli sv. Kříže na Karlštejně. Má čestné místo v hierarchii Svatých otců a jeho portrét je umístěn v jižním okenním výklenku kaple spolu se sv. Augustinem, sv. Ambrožem a sv. Řehořem. Jde o jedno z nejstarších a nejčastěji reprodukovaných vyobrazení sv. Jeronýma.

## Popis a zařazení
Olejová tempera na bukové desce 114,5 x 103,7 cm. Rám původní, zdobený plastickým dekorem.
Přípravná černá štětcová kresba drapérie je podrobná a modeluje četné záhyby. V oblasti tváře došlo v kresbě ke změnám - oproti původní variantě s tříčtvrtečním profilem byla kompozice změněna na úplný profil, který provedená malba přesně kopíruje. Profil sv. Jeronýma odpovídá jednomu ze základních obličejových typů, které používal Mistr Lucemburského rodokmene a jeho dílna (Jindřich VII.). Theodorik podobný typ předtím použil v nástěnné malbě Klanění tří králů na klenbě okenního výklenku v kapli sv. Kříže.
Zachovaly se zbytky zlaté svatozáře a plastický dekor pozadí obrazu. Ve čtverečcích pastiglií se střídají motiv orlice a lva ve skoku. Zátiší se čtenářským a písařským pultem na přípravné kresbě chybí a doplnil ho zřejmě jeden z malířů pracujících v Theodorikově dílně.
Jeroným je vyobrazen jako kardinál, ale v době kdy žil (347-420), tato církevní hodnost neexistovala. Kardinálský klobouk a plášť symbolizují jeho postavení osobního sekretáře papeže Damasa I.

### Historické souvislosti
Jeroným pocházel ze Stridonu (dnešní Bosna) a byl proto považován za slovanského světce. Karel IV., který se hlásil ke svému českému původu a dynastii Přemyslovců, se rozhodl oživit slovanskou liturgii a cyrilometodějskou tradici a vytvořit středisko slovanské církevní vzdělanosti, odkud by se věrouka ve slovanském jazyce šířila mezi Čechy i ostatní Slovany. Založil již roku 1347 klášter na Slovanech, zasvěcený sv. Jeronýmovi a Panně Marii, a pozval benediktinské řeholníky z oblasti dnešního Chorvatska, tzv. hlaholáše, aby "k poctě sv. Jeronýma, překladatele Písma svatého z hebrejštiny do latiny a slovanštiny, sloužili bohoslužby slovanským jazykem".
Svatý Jeroným je znám především jako autor překladu bible z hebrejštiny do obecné latiny (Vulgaty). Studoval klasickou antickou literaturu a jazyky v Římě, byl zde pokřtěn a chodil do římských křesťanských katakomb aby se kál a připomněl si lidskou smrtelnost. Část života strávil jako asketa na poušti a během nemoci zde měl vidění, po kterém se zcela oddal studiu Bible. Papež Damasus I. jej pověřil úkolem provést revizi biblických textů. Zásluhou sv. Jeronýma byl na římské synodě r. 382 přijat dokument "Decretum Gelasianum", kterým byl stanoven biblický kánon. Jeroným byl také autorem 135 krátkých biografií církevních učenců " De Viris Illustribus".
Bývá zobrazen s biblí a lebkou jako mementem mori, jako učenec píšící u stolu, se lvem, kterému na poušti vytáhl trn z tlapy, jako poustevník a kajícník před zjeveným krucifixem a také jako kardinál. Je patronem překladatelů, knihovníků a encyklopedistů.

### Sv. Jeroným v umění

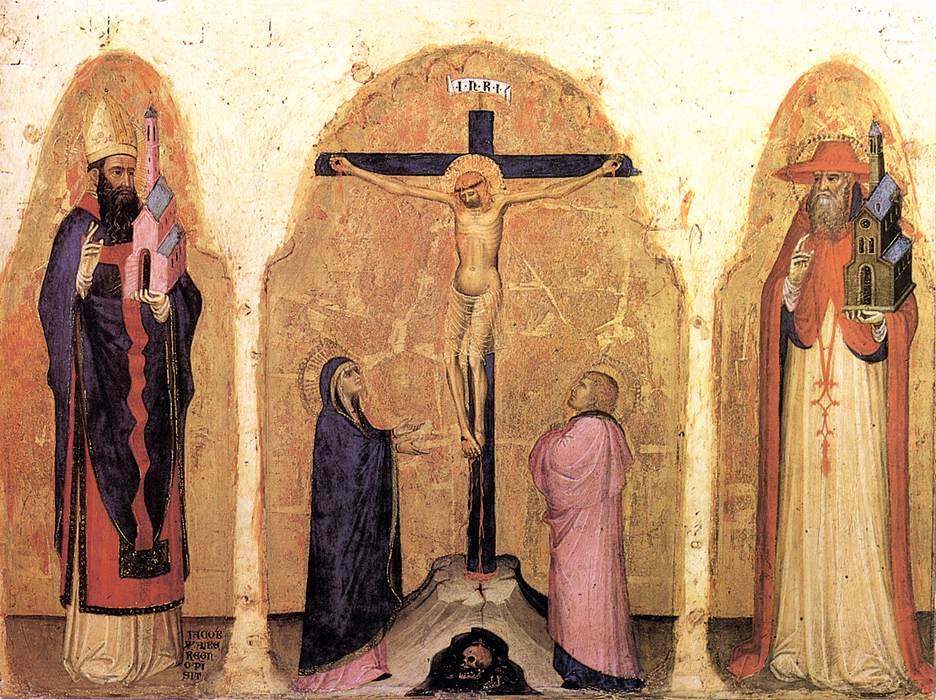
Jacobello Alberegno, Ukřižování se sv. Řehořem a sv. Jeronýmem (1375-97)
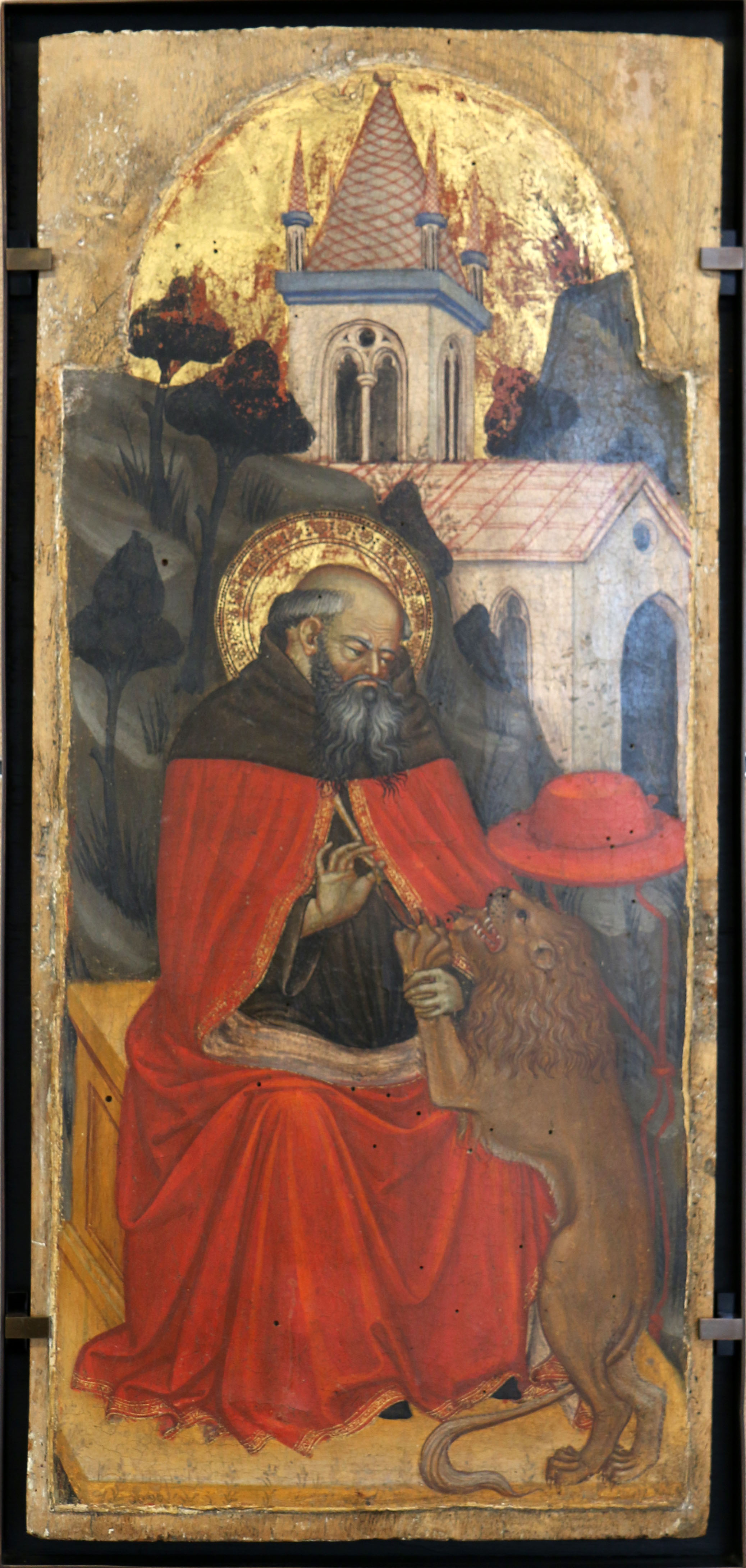
Ottaviano Nelli (1415)
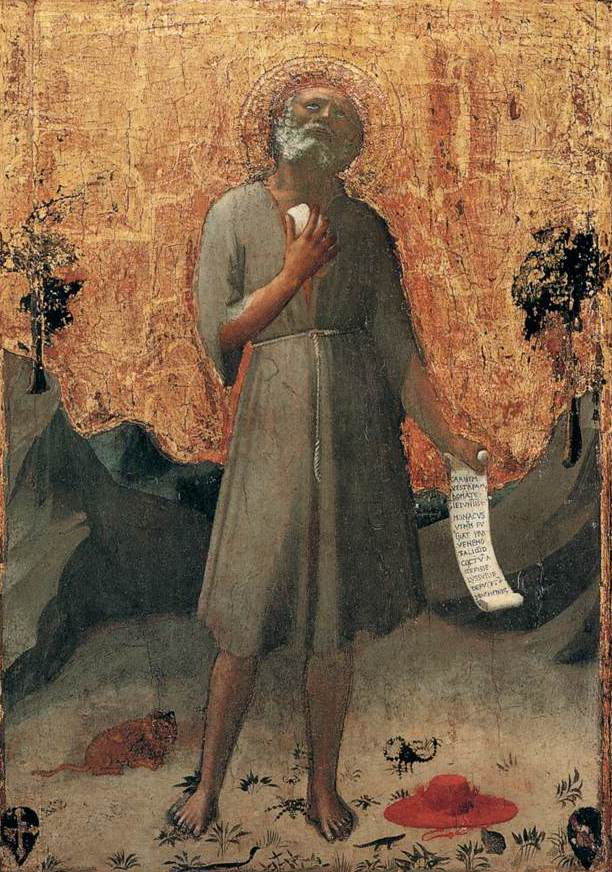
Fra Angelico (1424)
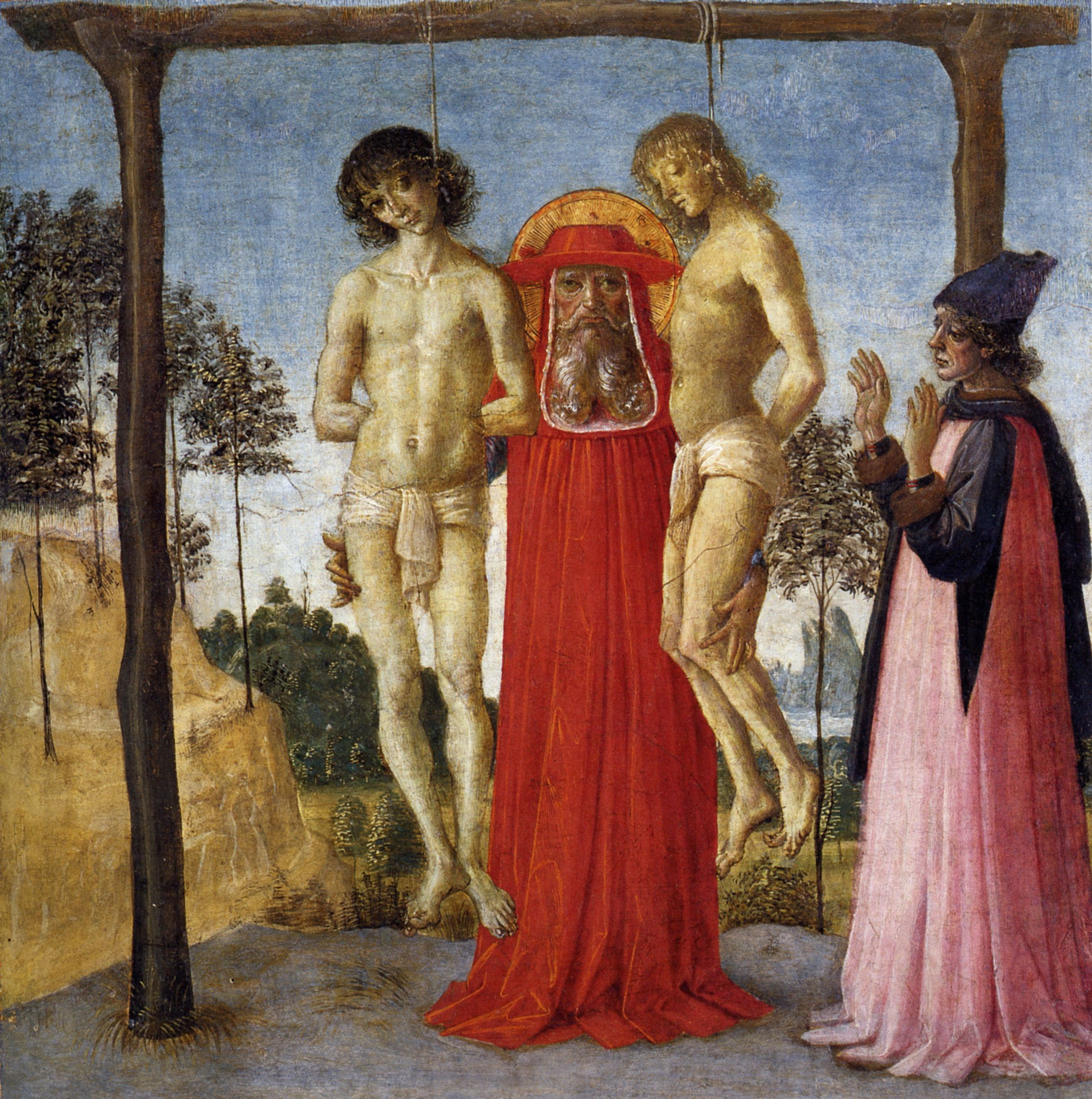
Pietro Perugino (1470)
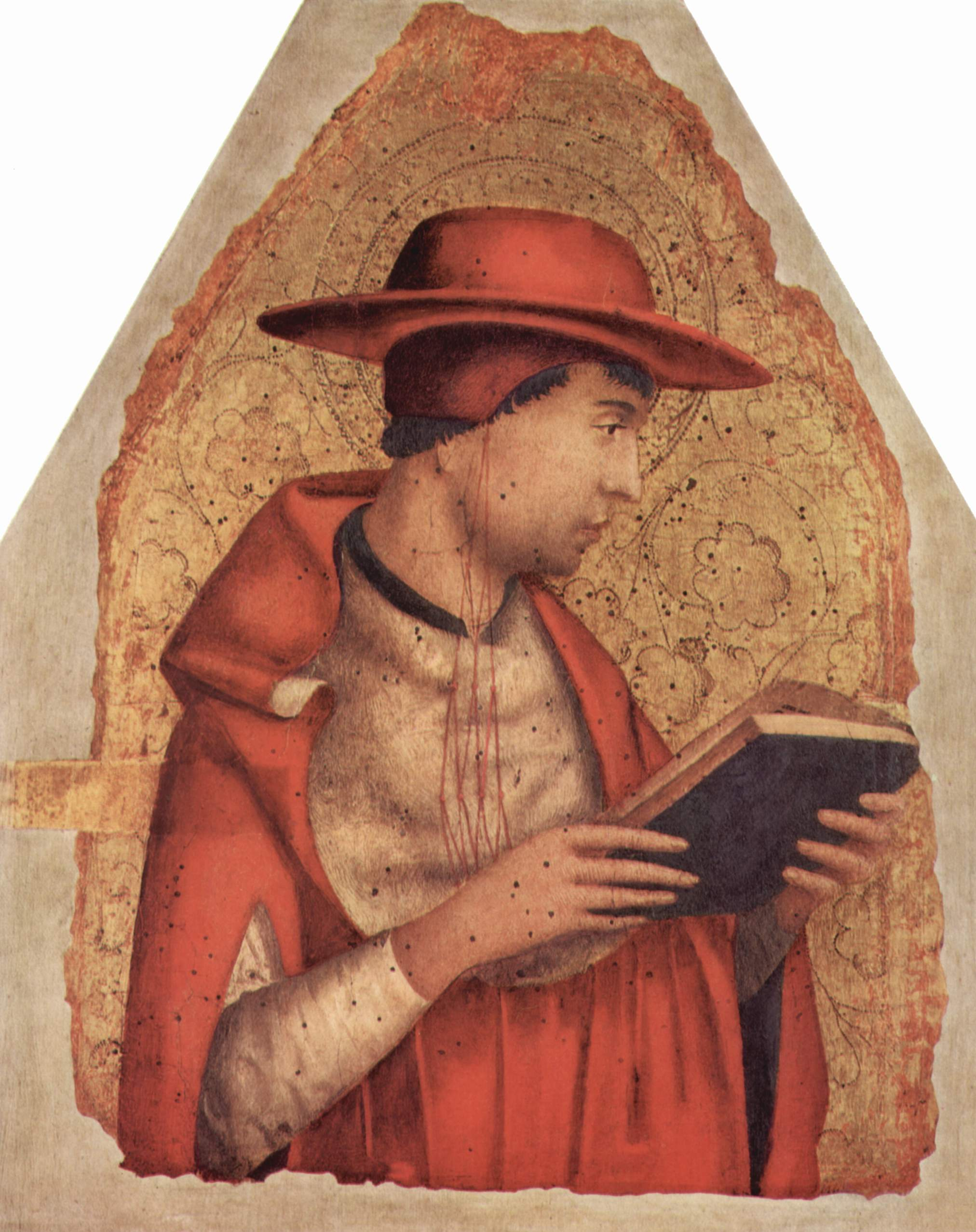
Antonello da Messina (1472)
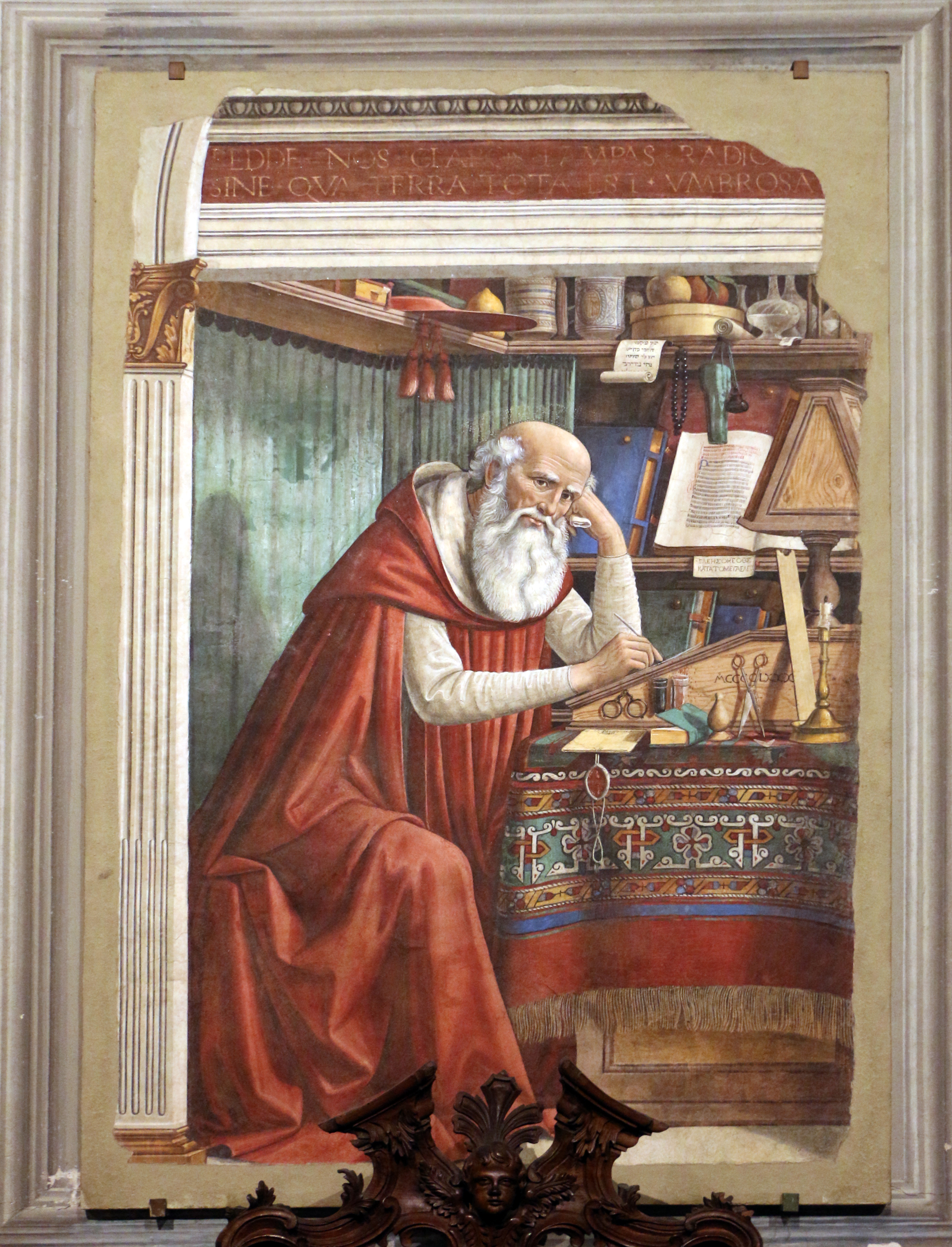
Domenico Ghirlandaio (1480)
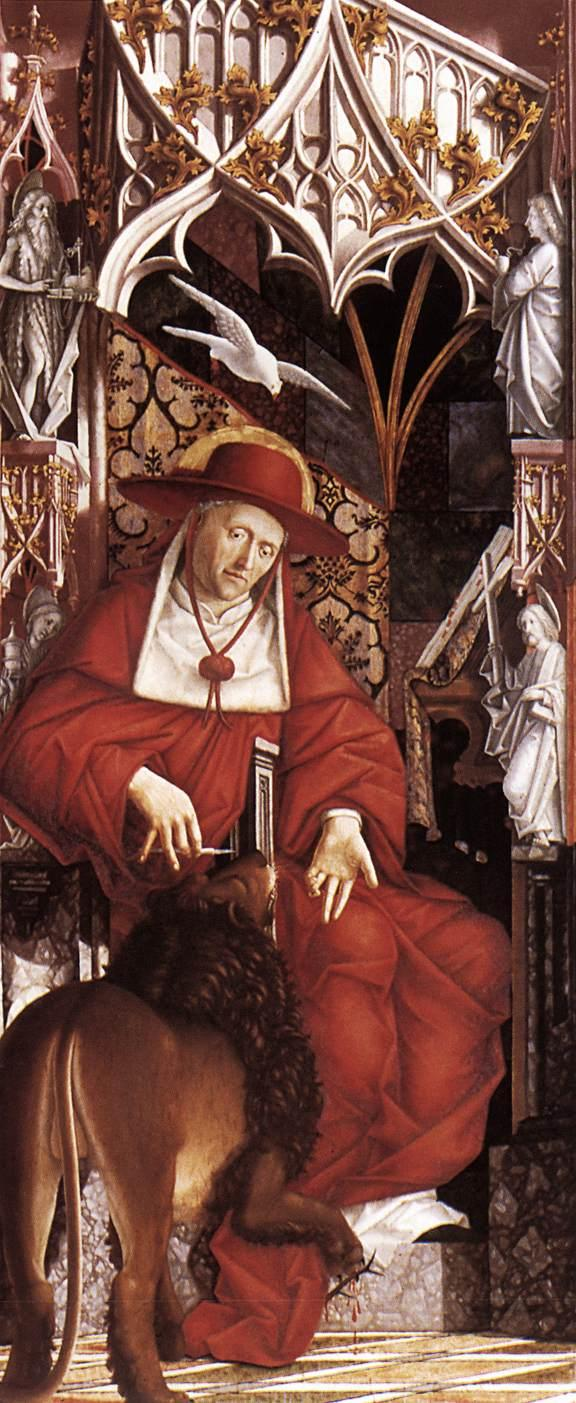
Michael Pacher (1483)
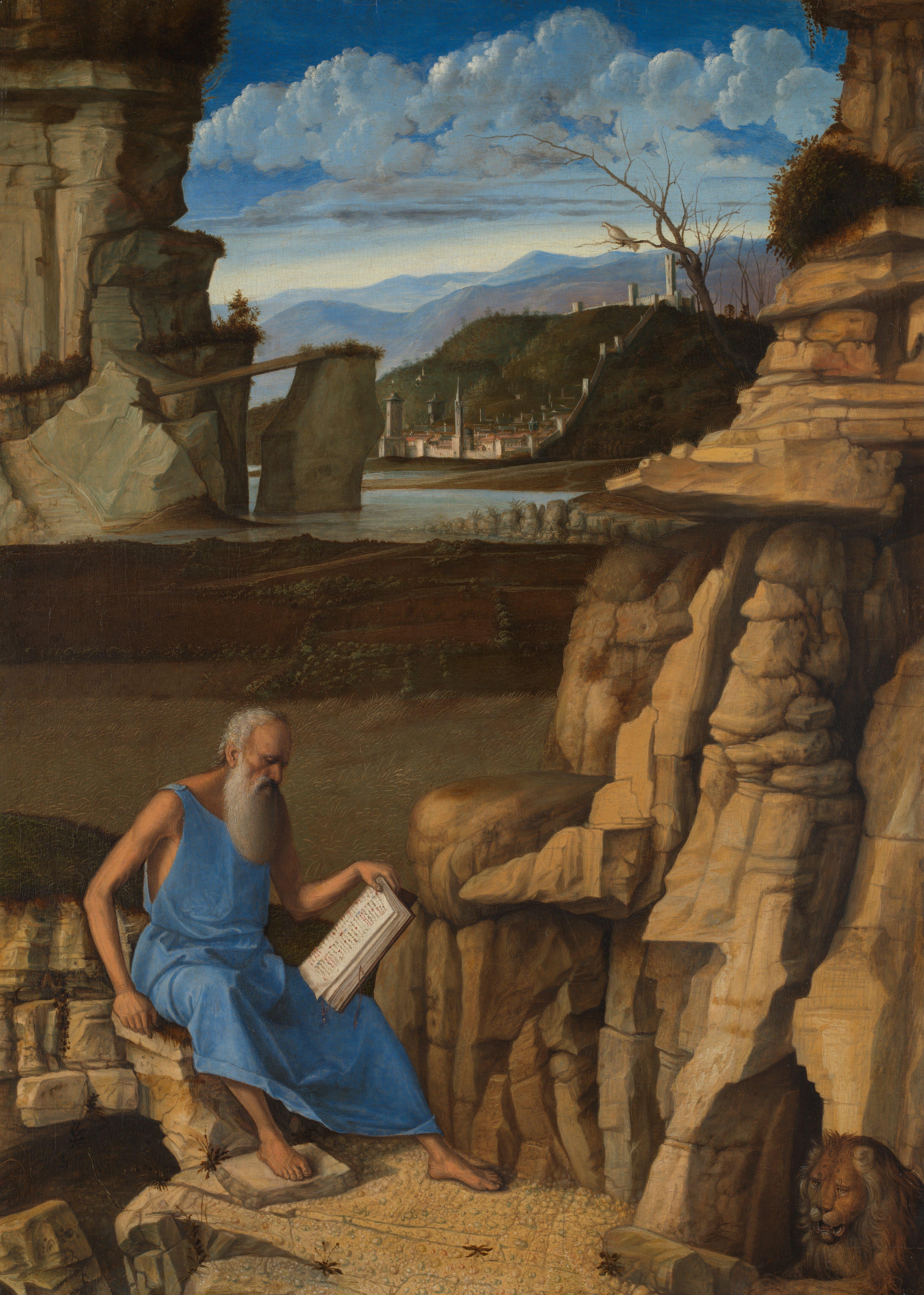
Giovanni Bellini (1485)
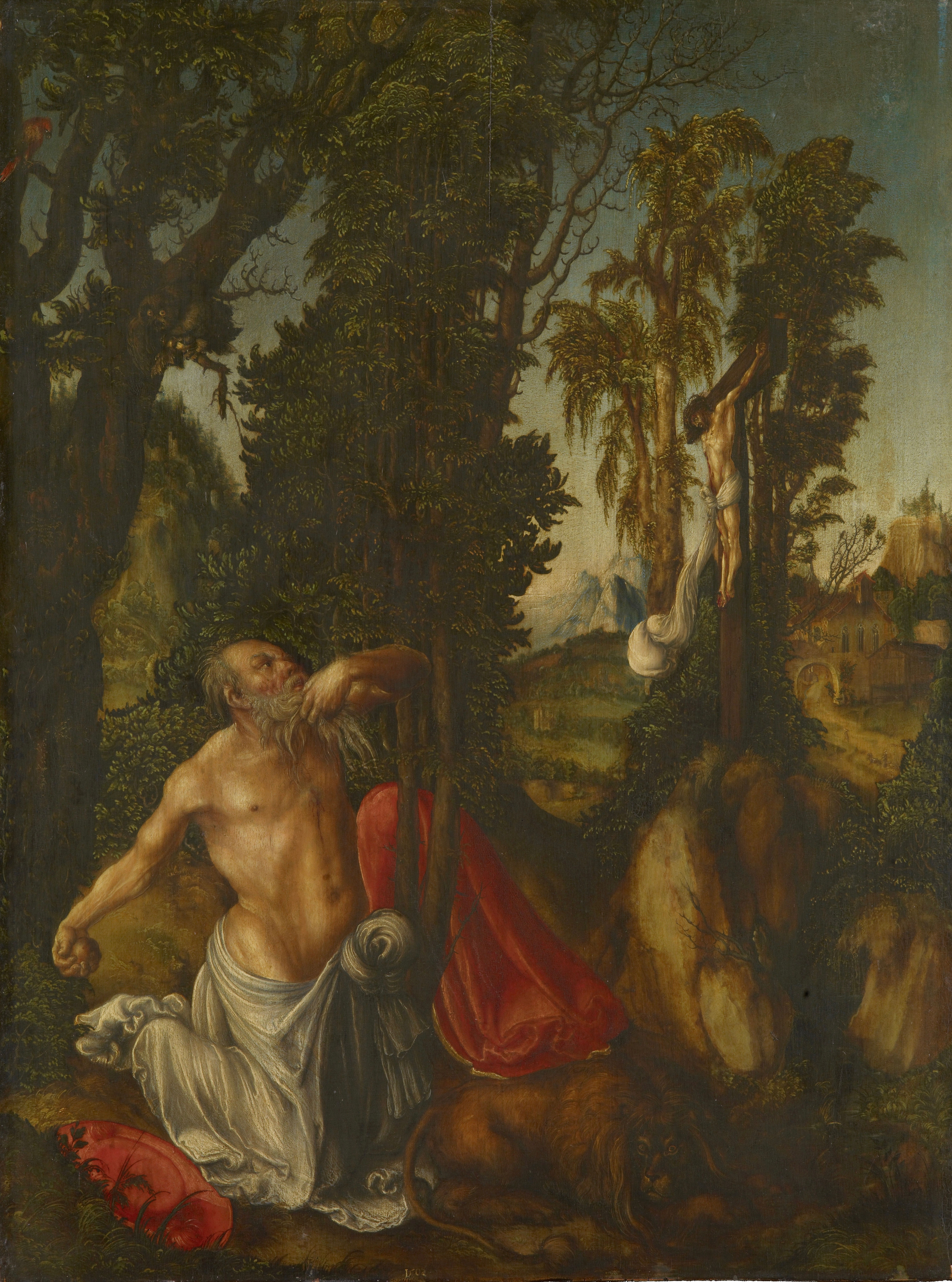
Lucas Cranach starší (1502)
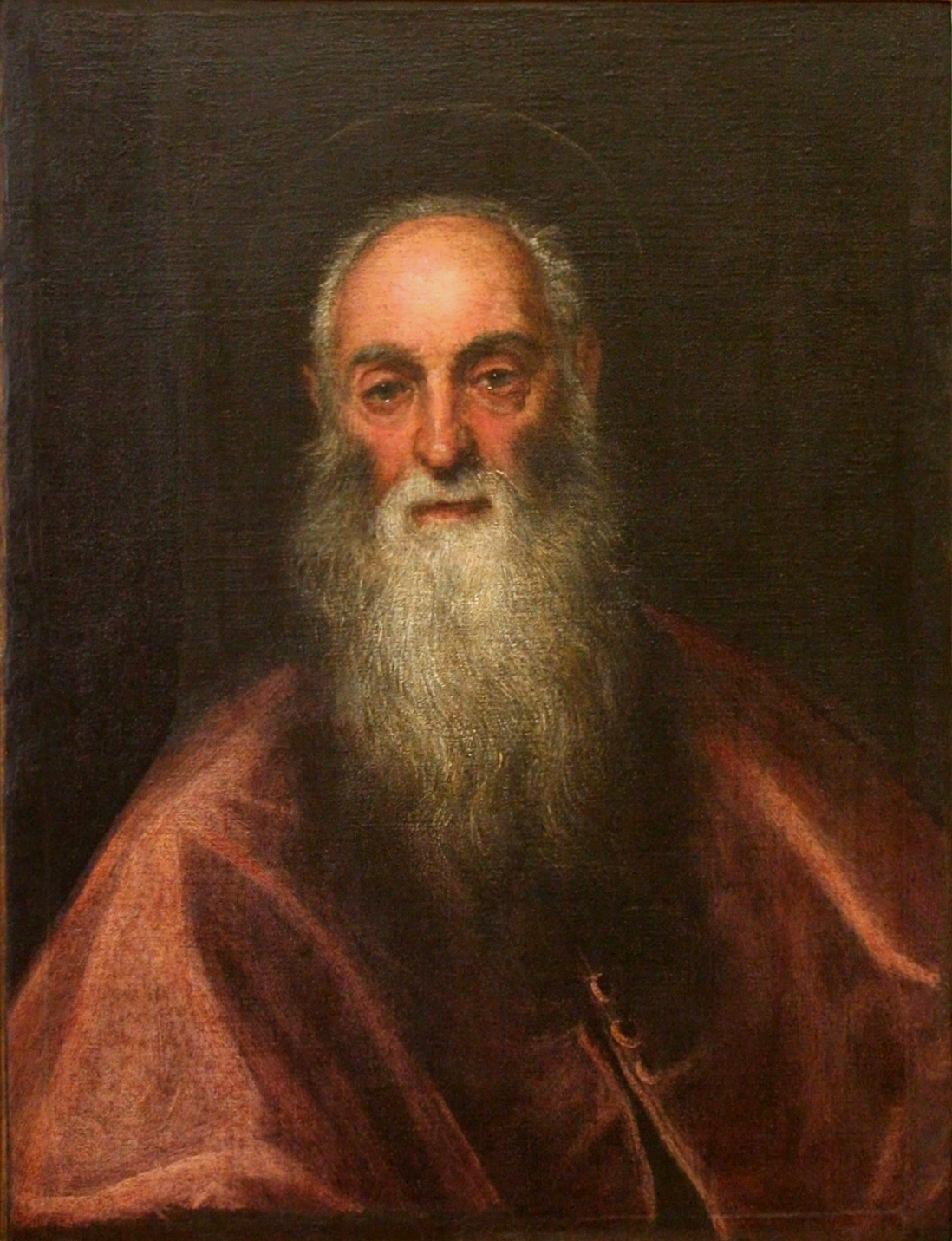
Jacopo Tintoretto (1560), Národní galerie v Praze
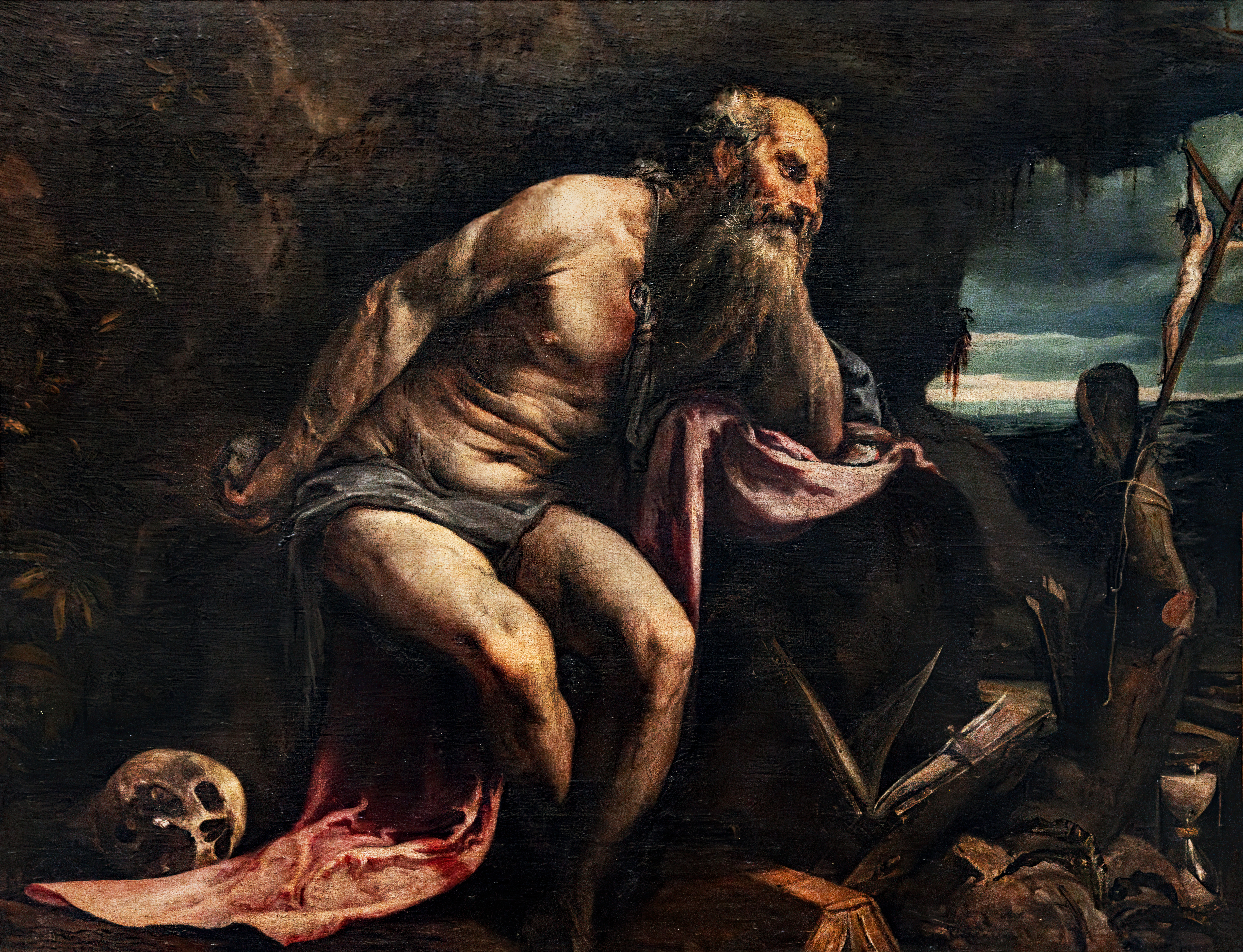
Jacopo Bassano (1556)
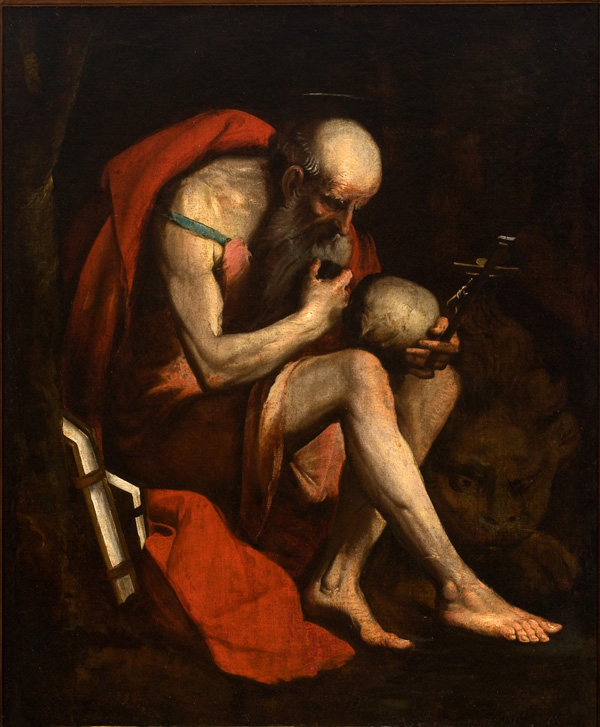
Luca Cambiaso (1560)
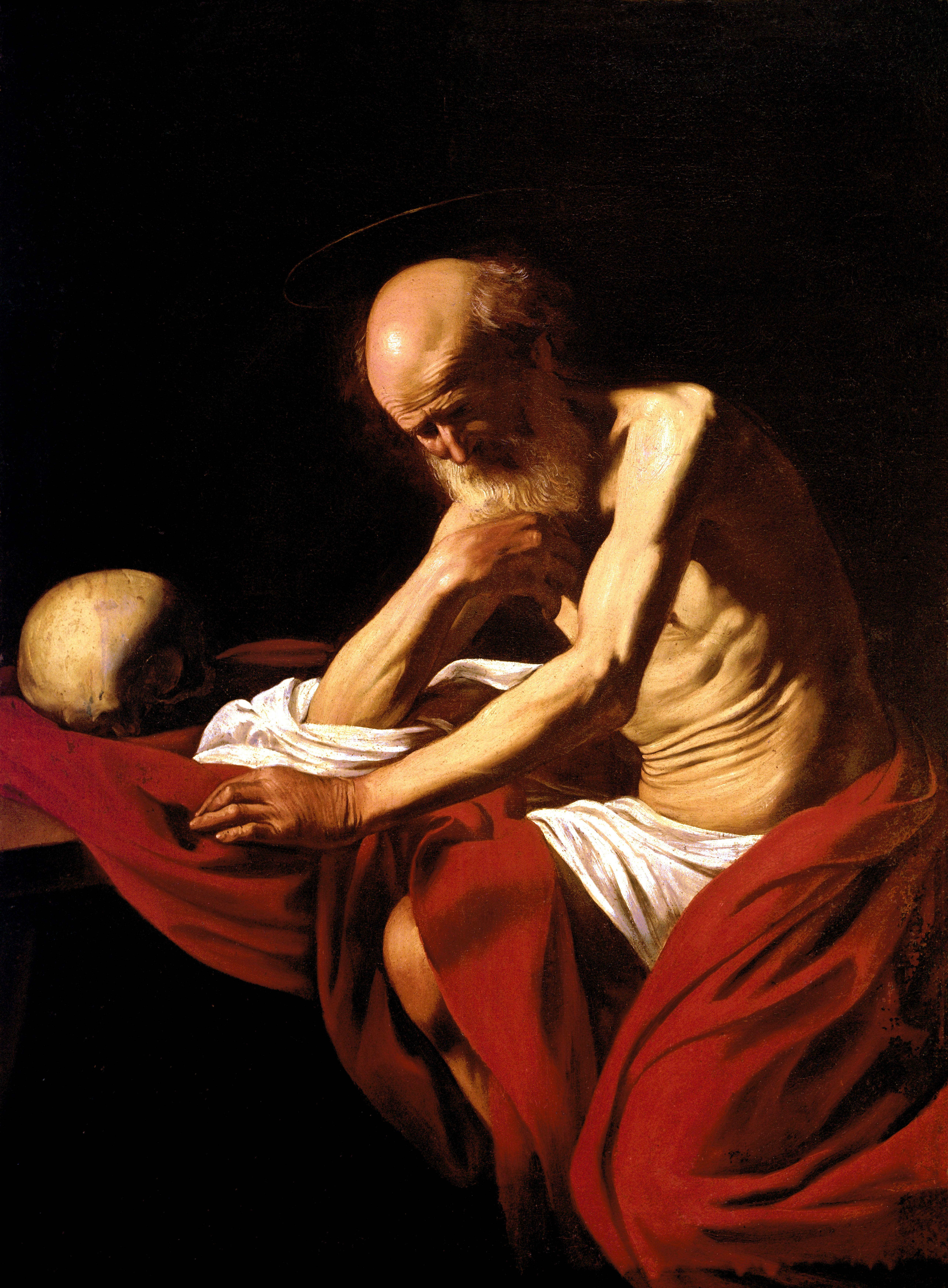
Caravaggio (1606)
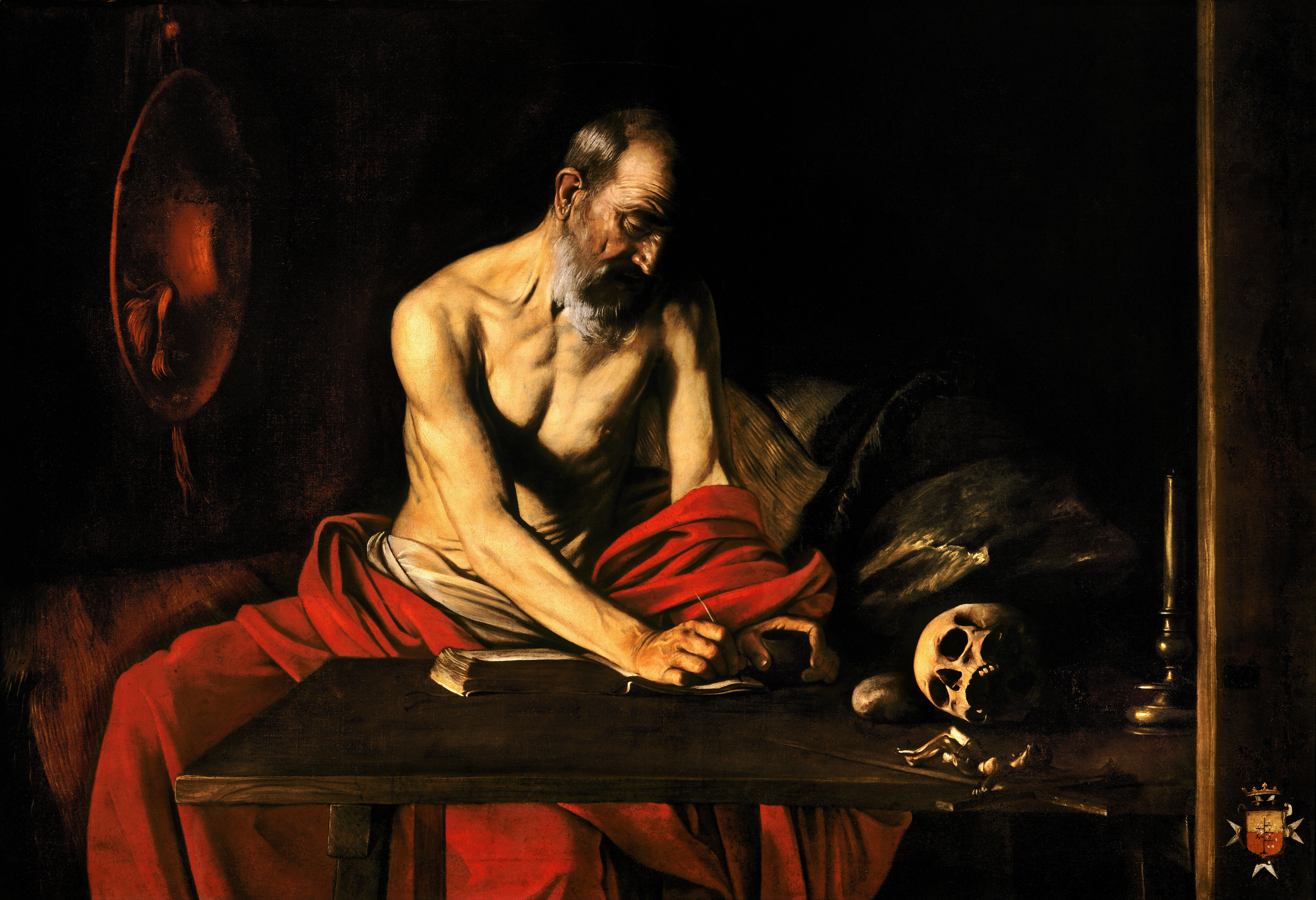
Caravaggio (1607)
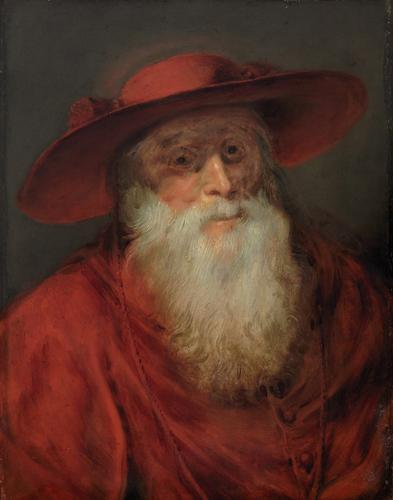
Peter Paul Rubens (1625)
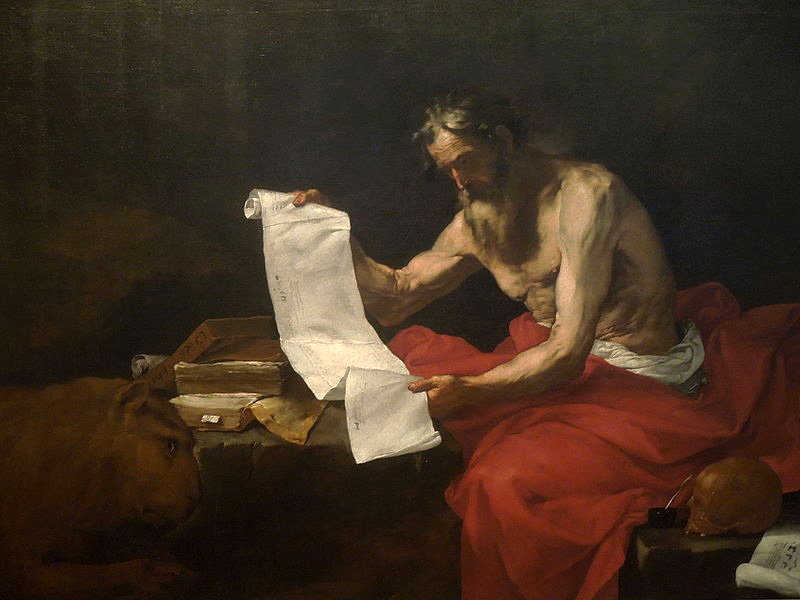
Jusepe de Ribera (1646), Národní galerie v Praze
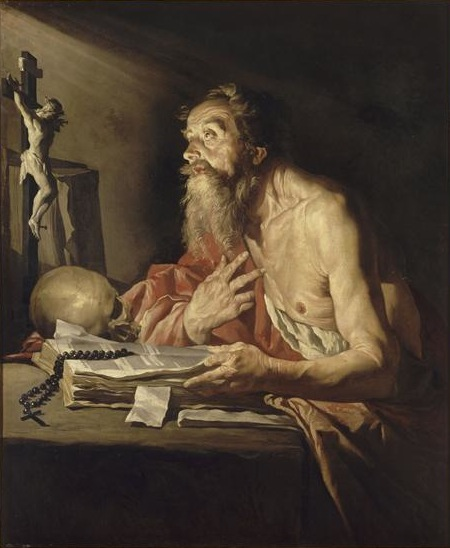
Matthias Stom (pol. 17. stol)
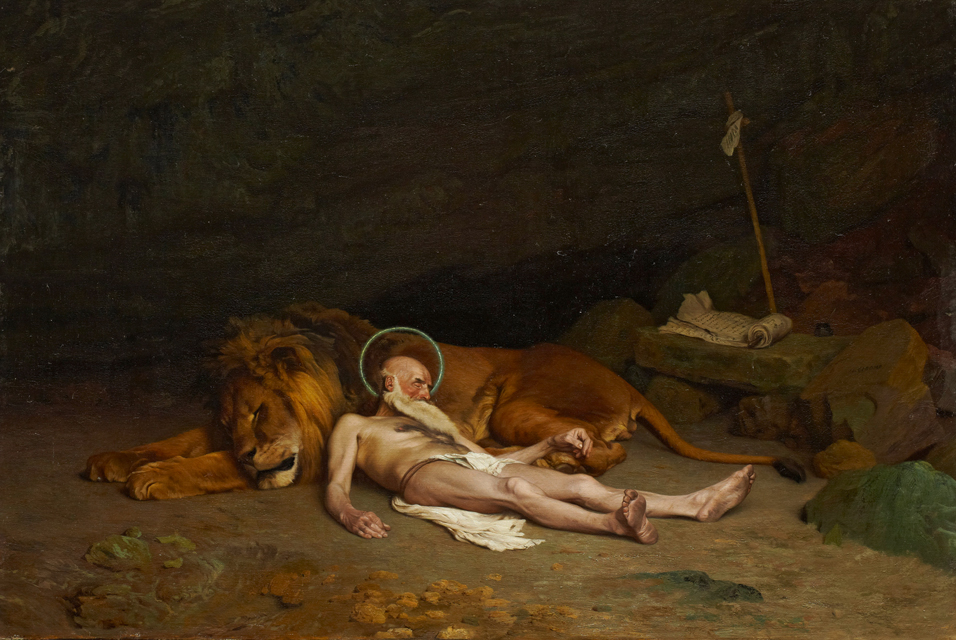
Jean-Léon Gérôme (1874)